# 노랑가오리
노랑가오리(red stingray)는 색가오리과에 속하는 물고기로 학명은 다시아티스 아카예이(Dasyatis akajei)이다.

## 특징
몸길이 1m에 위아래로 넓고 납작하며 위에서 보면 거의 오각형이다. 목이 넓고 주둥이는 뾰족하며 눈이 작다. 몸빛은 녹갈색에 배끝이 노랗다. 꼬리에 긴 독가시가 하나 있는데 길이가 약15cm 이기 때문에 매우 기다란 것 뿐만아니라 양쪽에 톱니가 있어 인간의 몸을 찌르면 몹시 아플 뿐만 아니라 독가시 끝에 맹독이 있어 기절하고 심지어 사망하는 수도 있다. 난태생으로 5-8월 무렵 연안의 얕은 곳에 약 10마리의 새끼를 낳는다. 조개류나 갑각류 등의 딱딱한 껍데기를 부수어 속을 먹으며 작은 물고기도 잡아먹는다.

## 분포
한국·일본·중국·인도양 등지에서 발견된다.